# 한게임 장기 프로리그
한게임 장기 프로리그는 온라인 게임 포털 사이트인 한게임에서 치러진 장기 기전 및 이벤트이다. 2007년 및 2010년에 개최하였다. 다른 장기 기전과는 달리 리그전을 진행하여 순위를 결정한다.

## 2007년 한게임 장기 프로리그
주로 10~20대의 젊은 신예 프로 장기 기사들을 위주로 제휴를 맺고 있는 대한장기협회와 함께 한달 간격으로 총 6차에 걸쳐서 개최 하였다.
| 리그 목차 | 1위    | 2위    | 3위    |
| --------- | ------ | ------ | ------ |
| 1차 리그  | 류병렬 | 하성호 | 김민호 |
| 2차 리그  | 차선균 | 김민호 | 하성호 |
| 3차 리그  | 차선균 | 김민호 | 하성호 |
| 4차 리그  | 차선균 | 하성호 | 유희석 |
| 5차 리그  | 차선균 | 박영완 | 류병렬 |
| 6차 리그  | 차선균 | 하성호 | 박영완 |

## 2010년 한게임 장기 프로리그
- 대국 방식: 제한 시간 15분, 초읽기 40초 3회, 200수 제한 점수제, 빅장 있음, 무르기 없음
- 대국 기간: 2010년 8월 2일 ~ 10월 29일

| 순위 | 기사   | 전적     |
| ---- | ------ | -------- |
| 1위  | 차선균 | 21승 3패 |
| 2위  | 김동학 | 16승 7패 |